# Priderite
La priderite (simbolo IMA: Pdr) è un raro minerale del supergruppo dell'hollandite e del gruppo della priderite appartenente alla classe minerale degli "ossidi e idrossidi" con composizione chimica K(Ti4+7Fe3+)O16.

## Etimologia e storia
La priderite è stata chiamata in questo modo nel 1951 da Keith Norrish in onore di Rex Tregilgas Prider (22 settembre 1910, Narrogin, Australia Occidentale - 6 ottobre 2005, Perth, Australia Occidentale), professore di geologia presso l'Università dell'Australia Occidentale. Gli studi di Prider, incentrati sulle lamproiti di leucite del bacino settentrionale di Canning (Australia Occidentale), hanno portato allo sviluppo della regione mineraria di diamanti di Kimberley.

## Classificazione
La nona edizione della sistematica minerale di Strunz, valida dal 2001 e aggiornata dall'Associazione Mineralogica Internazionale (IMA) fino al 2009, elenca la priderite nella classe "4. Ossidi (idrossidi, V[5,6] vanadati, arseniti, antimoniti, bismutiti, solfiti, seleniti, telluriti, iodati)" e da lì nella sottoclasse "4.D Metallo:Ossigeno = 1:2 e simili"; questa è ulteriormente suddivisa in base alla dimensione dei cationi coinvolti e alla struttura cristallina, in modo che il minerale possa essere trovato nella suddivisione "4.DK Con cationi di grande dimensione (± cationi di media dimensione); strutture a tubo", dove insieme ad akaganeite, ankangite, henrymeyerite, hollandite, manjiroite, redledgeite, coronadite, mannardite e forma il sistema nº 4.DK.05.
Tale classificazione viene mantenuta anche nell'edizione successiva, proseguita dal database "mindat.org" e chiamata Classificazione Strunz-mindat, dove però il vecchio sistema 4.DK.05 è stato organizzato diversamente: la priderite qui si trova nel sistema 4.DK.05b, che occupa insieme a henrymeyerite, mannardite e redledgeite.
Nella Sistematica dei lapis (Lapis-Systematik) di Stefan Weiß la priderite è classificata nella famiglia degli "ossidi" e nella sottofamiglia degli "ossidi con rapporto metallo:ossigeno = 1:2 (MO2 e composti correlati)"; qui forma il "gruppo del criptomelano" insieme a manjiroite, criptomelano, stronziomelano, henrymeyerite, mannardite, redledgeite, ferrihollandite, hollandite, coronadite e cesàrolite, con le quali forma il sistema nº IV/D.08.
La classificazione dei minerali secondo Dana, utilizzata principalmente nel mondo anglosassone, elenca la mannardite nella famiglia degli "ossidi multipli" e nella sottofamiglia con lo stesso nome; qui il minerale può essere trovato insieme ad ankangite nella sezione 07.09.04.

## Abito cristallino
La priderite cristallizza nel sistema trigonale nel gruppo spaziale I4/m (gruppo nº 87) con i parametri reticolari a = 10,139(2) Å e c = 2,9664(9) Å, oltre a una unità di formula per cella unitaria.

## Origine e giacitura
La priderite è stata rinvenuta in lamproiti ultrapotassiche, in rocce ultramafiche e anche in carbonatiti associata, a seconda dei luoghi di ritrovamento, a leucite, potassicrichterite, titanflogopite, jeppeite, shcherbakovite, wadeite, perovskite e apatite (per i campioni rinvenuti nell'area del Kimberley occidentale, Australia), oppure a K-feldspato, flogopite, potassicrichterite, olivina, titanite, anatasio, ilmenite e calcite (per i campioni trovati in Corsica, Francia).
La priderite in Italia è stata trovata solo a Saint-Marcel (Val d'Aosta).
Altri siti, sparsi per il mondo, sono: il Mac Robertson Land (Antartide); a Catalão (Brasile); nei Territori del Nord-Ovest e nel Nunavut (Canada); nella prefettura di Kashgar nello Xinjiang (Cina); a Qeqqata (Groenlandia); nei distretti di Dhanbad, Ramgarh, Nalgonda e nel Bengala Occidentale (India); nelle contee di Pike (Arkansas), Siskiyou (Colorado), Garfield e Hill (Montana), Fayette (Pennsylvania), Emery (Utah) e Sweetwater (Wyoming) (Stati Uniti); a Tenerife, Hellín e nel Murcia (Spagna); negli oblast' di Irkutsk, Murmansk, in Carelia e nella Sacha (tutte in Russia); nella regione di Worodougou (Costa d'Avorio); nei distretti di Český Krumlov e Třebíč (Repubblica Ceca); a Bastia sull'isola di Corsica (Francia); nel Baden-Württemberg e nella Renania-Palatinato (Germania).